# Pedicularis lingelsheimiana
Pedicularis lingelsheimiana är en snyltrotsväxtart som beskrevs av Hans Wolfgang Limpricht. Pedicularis lingelsheimiana ingår i släktet spiror, och familjen snyltrotsväxter. Inga underarter finns listade i Catalogue of Life.